# Hedemora SK
Der Hedemora SK ist schwedischer Eishockeyklub aus Hedemora, der 1930 gegründet wurde. Die Mannschaft spielt in der Division 2.

## Geschichte
Der Hedemora SK nahm seit der Saison 1999/2000 regelmäßig am Spielbetrieb der drittklassigen Division 1 teil. Zwischenzeitlich ist sie aber in die Division 2 abgestiegen.

## Bekannte ehemalige Spieler
- Adam Boqvist
- Jesper Boqvist
- Daniel Widing